# Clistothyris intermissella
Clistothyris intermissella är en fjärilsart som beskrevs av Philipp Christoph Zeller 1877. Clistothyris intermissella ingår i släktet Clistothyris och familjen stävmalar. Inga underarter finns listade i Catalogue of Life.